# Sera (brano musicale)
Sera è un brano musicale composto da Roberto Vecchioni (testo) ed Andrea Lo Vecchio e Gianfranco Monaldi (musica), classificatosi all'8º posto al Festival di Sanremo 1968 nell'interpretazione di Giuliana Valci e Gigliola Cinquetti.

## Storia
La Valci, esordiente a Sanremo, propone un brano scritto appositamente per lei da due giovani autori, in abbinamento a Gigliola Cinquetti, tornata alla manifestazione dopo un anno di pausa successivo a tre partecipazioni consecutive con due vittorie. La Valci, dopo l'ammissione al Cantagiro 1969, negli anni a seguire perde un po' di notorietà.

## 45 giri
Dopo il Festival la Cinguetti abbinò su disco la canzone a Se deciderai, mentre il singolo della Valci presentava come lato B il brano L'attesa è breve.

## Cover
Aida Cooper incise una sua versione del pezzo, sempre nel 1968.